# 小川軽舟
小川 軽舟（おがわ けいしゅう、1961年2月7日 - ）は、日本の俳人。

## 経歴
本名は小川浩昭（おがわ ひろあき）。千葉県千葉市生まれ。1984年、東京大学法学部卒業、日本開発銀行（現：日本政策投資銀行）に入行、全国あちこちに転勤する。
2011年、大阪の阪神電鉄に転籍。2024年現在、常務取締役。
東京大学卒業後に山本健吉の『現代俳句』を読んで俳句を志し、1986年に「鷹」に入会、藤田湘子に師事。この際に李白の七言絶句『早発白帝城』中から取った「軽舟」を号とした。
1999年、退会した小澤實の跡を継いで「鷹」編集長就任。2001年、第一句集『近所』により第25回俳人協会新人賞。 2004年、『魅了する詩型 - 現代俳句私論』で第19回俳人協会評論新人賞。2005年、湘子の死去により「鷹」主宰を引き継ぎ、高柳克弘を編集長に就任させる。その後の句集に『手帖』（2008年）、『呼鈴』（2012年）。『朝晩』（2019年）で第59回俳人協会賞受賞。『無辺』（2022年）で第57回蛇笏賞受賞。評論に昭和30年世代の俳人を論じた『現代俳句の海図』（2008年）がある。『名句水先案内』で第39回俳人協会評論賞受賞。代表句に「名山に正面ありぬ干蒲団」「ソーダ水方程式を濡らしけり」「偶数は必ず割れて春かもめ」「死ぬときは箸置くやうに草の花」などがあり、句風は丁寧・着実と評される。
2007年より毎日俳句大賞選者、2010年より田中裕明賞選考委員、2011年より毎日新聞俳壇選者をそれぞれ務める。

## 著書
句集
- 近所（富士見書房、2001年）
- 手帖（角川SSコミュニケーションズ、2008年）
- 呼鈴（角川学芸出版、2012年）
- 掌をかざす　俳句日記2014（ふらんす堂、2015年）
- 朝晩（ふらんす堂、2019年）
- 無辺（ふらんす堂、2022年）

選集
- ベスト100 小川軽舟（ふらんす堂、2010年）

アンソロジー
- 超新撰21（邑書林、2011年）

評論・鑑賞・入門書
- 魅了する詩型（富士見書房、2004年）
- 現代俳句の海図（角川学芸出版、2008年）
- 藤田湘子の百句（ふらんす堂、2014年）
- ここが知りたい! 俳句入門　上達のための18か条（角川学芸出版、2014年）
- 俳句と暮らす（中公新書、2016年）
- 名句水先案内 (KADOKAWA、2024年）